# Canton de Génolhac
Le canton de Génolhac est une ancienne division administrative du département du Gard, dans l'arrondissement d'Alès.

## Composition
| Nom                  | Code Insee | Intercommunalité      | Superficie (km2) | Population (dernière pop. légale) | Densité (hab./km2) |
| -------------------- | ---------- | --------------------- | ---------------- | --------------------------------- | ------------------ |
| Génolhac (chef-lieu) | 30130      | CA Alès Agglomération | 17,30            | 854 (2014)                        | 49                 |
| Aujac                | 30022      | CA Alès Agglomération | 16,47            | 182 (2014)                        | 11                 |
| Bonnevaux            | 30044      | CA Alès Agglomération | 8,81             | 102 (2014)                        | 12                 |
| Chambon              | 30079      | CA Alès Agglomération | 14,65            | 291 (2014)                        | 20                 |
| Chamborigaud         | 30080      | CA Alès Agglomération | 17,86            | 820 (2014)                        | 46                 |
| Concoules            | 30090      | CA Alès Agglomération | 16,47            | 258 (2014)                        | 16                 |
| Malons-et-Elze       | 30153      | CC Mont-Lozère        | 31,21            | 121 (2014)                        | 3,9                |
| Ponteils-et-Brésis   | 30201      | CC Mont-Lozère        | 27,80            | 347 (2014)                        | 12                 |
| Portes               | 30203      | CA Alès Agglomération | 14,42            | 364 (2014)                        | 25                 |
| Sénéchas             | 30316      | CA Alès Agglomération | 14,86            | 252 (2014)                        | 17                 |
| La Vernarède         | 30345      | CA Alès Agglomération | 5,59             | 333 (2014)                        | 60                 |

## Représentation

### Juges de paix
- 1817-1830 : Alexis de Campredon
- 1830-1832 : Jean Deygalliers
- 1832-1852 : Clément Bondurand
- 1852-1856 : Cyprien Robert
- 1856-1858 : Jacques Hours

[...]
- 1910-1919 : Abel Issarte
- 1919-1928 : Ernest Pin

### Conseillers d'arrondissement (de 1833 à 1940)
| Période                                  | Période | Identité             | Étiquette                   | Qualité |
| ---------------------------------------- | ------- | -------------------- | --------------------------- | --- |
| 1833                                     | 1836    | Scipion de Chapelain |                             | Propriétaire, maire de Génolhac                                                                             |
| 1836                                     | 1839    | Paulin Pin           | Républicain                 | Avocat |
| 1839                                     | 1842    | Cyprien Robert       |                             | Avocat à Malons                                                                                             |
| 1842                                     | 1877    | Paulin Pin           | Républicain de droite       | Avocat à Génolhac                                                                                           |
| 1877                                     | 1880    |                      |                             | |
| 1880                                     | 1904    | Émile Castelbon      | républicain progressiste    | Pharmacien à La Vernarède                                                                                   |
| 1904                                     | 1910    | François Fabrègue    | Républicain antiministériel | Propriétaire à Chambon                                                                                      |
| 1910                                     | 1919    | Alfred Martin        | Radical                     | Propriétaire à Chamborigaud                                                                                 |
| 1919                                     | 1928    | Henri Vaudouric      | SFIO puis PC-SFIC           | Mineur, Lapasse-Chamborigaud                                                                                |
| 1928                                     | 1937    | Henri Pelet          | Radical                     | Inspecteur adjoint des eaux et forêts, maire de Génolhac                                                    |
| 1937                                     | 1940    | Fernand Sirven       | PC-SFIC                     | Secrétaire de mairie à Chamborigaud                                                                         |
| 1940                                     |         |                      |                             | Les conseils d'arrondissement ont été suspendus par la loi du 12 octobre 1940 et n'ont jamais été réactivés |
| Les données manquantes sont à compléter. |         |                      |                             | |

### Conseillers généraux
| Période | Période          | Identité                                             | Étiquette    | Qualité |
| ------- | ---------------- | ---------------------------------------------------- | ------------ | --- |
| 1833    | 1835 (décès)     | Scipion de Chapelain (1777-1835)                     |              | Propriétaire foncier à Génolhac                                                                                |
| 1836    | 1842             | Clodomir de Chapelain (1802-1859, fils du précédent) |              | Propriétaire, maire de Génolhac Puis Sous-Préfet d'Alès et Préfet de Constantine                               |
| 1842    | 1848             | Hippolyte de Roche (1794-?)                          |              | Ancien capitaine d'artillerie, en retraite à Génolhac                                                          |
| 1848    | 1856             | Cyprien Robert                                       |              | Avocat, propriétaire à Malons Juge de paix du canton de Génolhac                                               |
| 1856    | 1863 (décès)     | Alexis-Adolphe Bligny-Bondurand, dit Baron Bondurand |              | Intendant militaire                                                                                            |
| 1863    | 1870             | Gaston Balmelle                                      | Bonapartiste | Avocat, maire de Nîmes (1866-1870)                                                                             |
| 1870    | 1871             | Jean Roussellier                                     |              | Maire de La Vernarède Directeur de la société exploitant les mines                                             |
| 1871    | 1877             | Gaston Balmelle                                      | Bonapartiste | Avocat, maire de Nîmes (1866-1870)                                                                             |
| 1877    | 1891 (décès)     | Paulin Pin (1805-1891)                               | Républicain  | Avocat, domicilié à Génolhac, conseiller d'arrondissement                                                      |
| 1891    | 1901             | Paul-Émile Pin (fils du précédent)                   | Républicain  | Avocat à Alais                                                                                                 |
| 1901    | 1907             | Pierre Costier                                       | Droite       | Avocat |
| 1907    | 1927 (décès)     | Marc Hermet                                          | Rad.         | Industriel Maire de Génolhac                                                                                   |
| 1927    | 1937             | François Bouillon                                    | Conservateur | Industriel, directeur de l'usine de la société des établissements Cronier-Quérelle Maire de Ponteils-et-Brésis |
| 1937    | 1940             | Fernand Corbier (1901-1976)                          | PC-SFIC      | Ouvrier mineur Maire de La Vernarède Déchu de ses mandats à la suite du décret Daladier                        |
|         |                  |                                                      |              | |
| 1942    | 1945             | François Bouillon                                    | Droite       | Maire de Ponteils-et-Brésis Nommé conseiller départemental en 1942                                             |
|         |                  |                                                      |              | |
| 1945    | 1970             | Fernand Corbier                                      | PCF          | Maire de La Vernarède (1945-1976)                                                                              |
| 1970    | 1999 (démission) | Narcisse Bolmont                                     | PCF          | Agent de l'équipement retraité Maire de Chamborigaud (1965-1995)                                               |
| 1999    | 2015             | Guy Laganier                                         | PCF          | Employé SNCF retraité Maire de Chambon (1983-2008)                                                             |

## 2 photos du canton
|  |  |

## Démographie
| 1962  | 1968  | 1975  | 1982  | 1990  | 1999  | 2006  | 2011  | 2012  |
| ----- | ----- | ----- | ----- | ----- | ----- | ----- | ----- | ----- |
| 5 827 | 4 771 | 4 013 | 3 841 | 3 480 | 3 589 | 3 784 | 3 874 | 3 902 |